# Christelijk Rooms Katholiek Sport Vereiniging Jong Colombia
O CRKSV Jong Colombia é um clube de futebol da cidade de Boca Samí, Curaçau.